# 劉培齡
刘培龄（1928-2024年—），人稱培叔,香港榮華創辦人之一，香港榮華餅家集團有限公司董事總經理，公司出品“榮華香蓮蓉月餅”及“元朗生晒臘腸”馳名中港及海外歐美市場，榮華集團自1950年成立至今已有70年歷史，已成為香港制造傳統餅食業老行專。
60年代，香港榮華餅家積極發展餅食業務，改組成為有限公司，於香港自設廠房，並引進各式自動化生產器材，不斷提升產品質素。70年代，榮華於港九新界自設門市部，積極擴充業務。除本地市場外，更開始行銷月餅至中國內地、英國、美加、澳紐及東南亞等百多個主要國家及城市，開拓國際市場。80年代，積極進軍內地市場，時至今日，榮華月餅已遠銷至內蒙及哈爾濱等地。90年代尾，成為首間進駐香港國際機場的中式餅家，立足香江，放眼全球，「榮華」冀能把富有中國及香港特色的茶與餅食推廣至全世界。一直堅持品質為首，顧客「買得安心，食得放心」為宗旨。
榮華酒樓至今仍是集團重要業務之一，由食神梁文韜先生主理的3間酒樓，分別位於元朗、九龍灣及灣仔，主力推廣「不時不食」的傳統圍村菜，帶起飲食文化新潮流。
培叔的名言:「要品牌永恆，始終要有好野賣給消費者。就算賣廣告吸引到消費光顧，但客人食過之後，要好味先得架，車大炮的話，就只會適得其反。

## 商标纠纷
2013年榮華餅家集團商標維權官司獲判勝訴，劉培齡在記者會指出，公司商標一直以橫排魏碑手寫繁體「榮華月餅」聞名，七十年代進軍中国內地時，由於未為意兩地商標法不同，故無及時註冊商標，其後順德商人蘇國榮於九七年在內地註冊繁體「榮華月」及同名簡體字「榮華」商標出售月餅，並使用與香港榮華極相似的花好月圓圖案，更創立順德區勒流苏氏荣华食品蘇氏榮華食品商行，香港榮華遂於1998年訴諸法庭奪回商標權。
代表香港榮華的內地律師溫旭稱，東莞市中級人民法院2013年4月判香港榮華勝訴，享使用知名商品特有包裝及裝潢權，禁止順德榮華生產及銷售類似包裝，國家工商行政管理局商標評審委員會亦於同月駁回蘇國榮要求在月餅及糕點上印有繁體「榮華」的商標申請。公司今年會在中港兩地推出新品牌「元朗榮華」月餅，早於2001年內地註冊商標，但仍會保留原有「榮華月餅」品牌。
2014年，香港榮華在香港有超過50家門店，而內地市場深圳在26家門店，另外廣州、東莞等也已開設門店。
2019年，已有5間門市位於香港赤臘角國際機場。
2024年8月, 離世。